# ダヴィド・ゴデュ
ダヴィド・ゴデュ（David Gaudu、1996年10月10日 - ）はフランス、ランディヴィジオ出身の自転車競技選手。「ダヴィ・ゴデュ」とも表記される。

## 経歴
2016年にグルパマ・FDJのスタジエール（研修生）としてプロデビュー。
グランプリ・プリースニッツ・スパで勝利を収め、UCIヨーロッパツアー2.1カテゴリのツール・ド・レンでは総合５位に入った。
8月には、U23で最も重要なレースであるツール・ド・ラブニールで総合優勝を果たす。この結果により、グルパマ・FDJと２年契約を結んだ。
2018年にはツール・ド・フランスのメンバーに選ばれグランツールデビュー。34位で完走している。

## 主な戦績

### 2016
- グランプリ・プリースニッツ・スパ  総合優勝、  ポイント賞、区間優勝（第2ステージ）
- ツール・ド・ラブニール  総合優勝

### 2017
- ツール・ド・レン  ヤングライダー賞、区間優勝（第3ステージ）

### 2018
- ツール・ド・フランス 34位

### 2019
- ツール・ド・ラ・プロヴァンス  ヤングライダー賞
- UAEツアー  ヤングライダー賞
- ツール・ド・ロマンディ　 ヤングライダー賞、区間優勝 (第3ステージ)

### 2020
- ブエルタ・ア・エスパーニャ 区間優勝（第11、17ステージ）

### 2021
- ツール・デ・ザルプ＝マリティーム・エ・デュ・ヴァール  ヤングライダー賞
- フォーン＝アルデシュ・クラシック 優勝
- イツリア・バスク・カントリー 区間優勝（第6ステージ）
- クリテリウム・デュ・ドーフィネ　 ヤングライダー賞
- ツール・ド・ルクセンブルク 区間優勝（第5ステージ）

### 2022
- ヴォルタ・アン・アルガルヴェ 区間優勝（第2ステージ）
- クリテリウム・デュ・ドーフィネ 区間優勝（第3ステージ）

### 2023
- ツール・デ・ザルプ＝マリティーム・エ・デュ・ヴァール  山岳賞

### 2024
- ツール・デュ・ジュラ（英語版） 優勝
- ツール・ド・ルクセンブルク 区間優勝（第5ステージ）

### グランツールの総合成績
| グランツール               | 2018 | 2019 | 2020 | 2021 | 2022 | 2023 | 2024 |
| -------------------------- | ---- | ---- | ---- | ---- | ---- | ---- | ---- |
| ジロ・デ・イタリア         | －   | －   | －   | －   | －   | －   | －   |
| ツール・ド・フランス       | 34   | 13   | DNF  | 11   | 4    | 9    | 65   |
| ブエルタ・ア・エスパーニャ | －   | －   | 8    | －   | －   | －   | 6    |